# Cento canzoni da ricordare - vol.2
Cento canzoni da ricordare - vol.2, pubblicato nel 1992 su Musicassetta e CD, è un album discografico del cantante Mario Trevi.

## Il disco
L'album è una raccolta di brani napoletani classici interpretati da Mario Trevi, suddivisa in sei volumi. In questa serie di albums, Trevi affronta ancora una volta il repertorio classico napoletano, andando a riscoprire brani antecedenti agli anni cinquanta ed altri provenienti dal proprio repertorio degli anni sessanta, rendendoli attuali attraverso l'uso degli strumenti elettrofoni dell'epoca.
Gli arrangiamenti sono assegnati all'allora giovane M° Gigi D'Alessio.

## Tracce
1. E' frennesia (Pisano-Albano)
2. Settembre cu mme (Fiore-Vian)
3. Canzone all'antica (Gaetani-Minervini)
4. Cara busciarda (Fiore-Festa)
5. L'ultima sera (Pisano-Barile)
6. Cunto 'e lampare (Recca-Bonagura)
7. Mandulinata blu (Martucci-Mazzocco)
8. Brigantella (Mannillo-Fangiulli-De Paola)
9. Sulitario (Marigliano-Di Domenico)
10. Era settembre (Cioffi-Gaiano)